# 台灣小吃

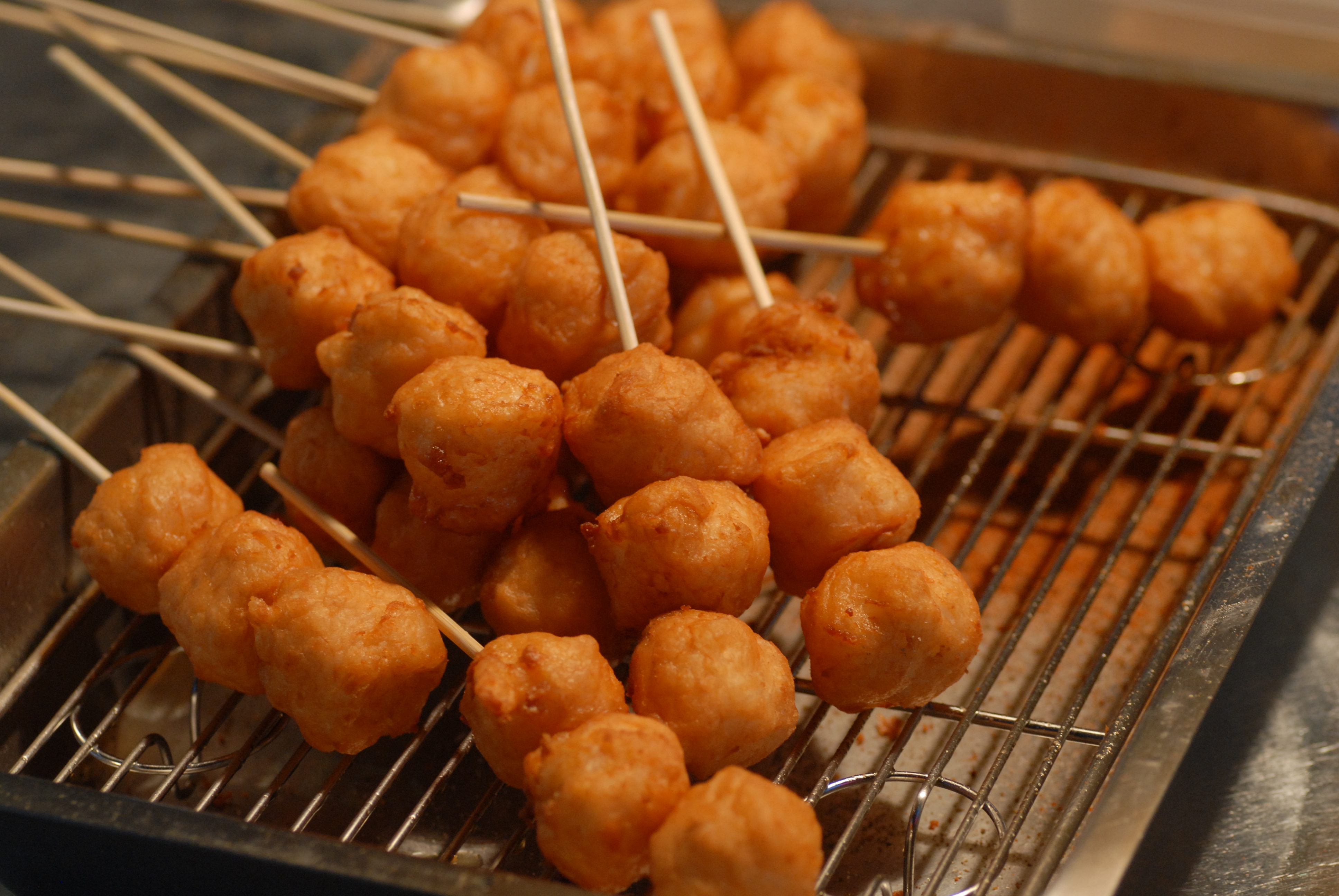
台灣夜市的炸花枝丸

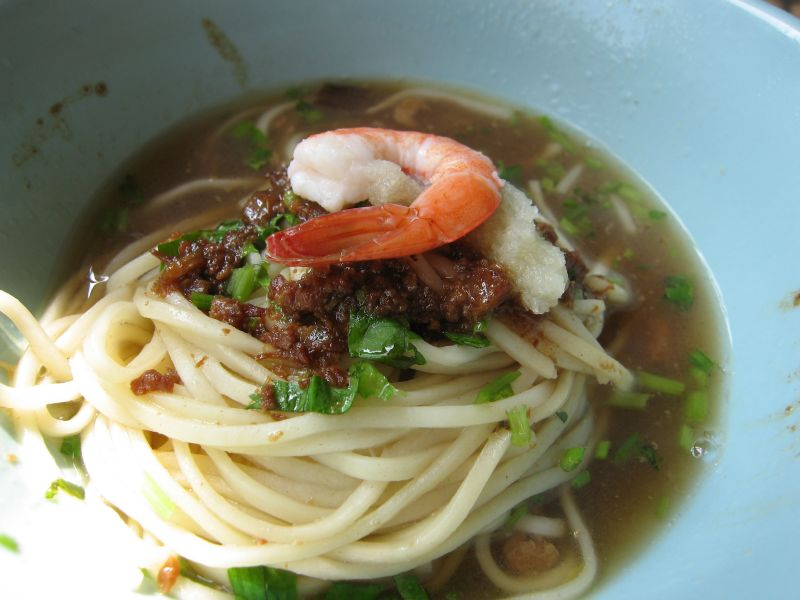
擔仔麵

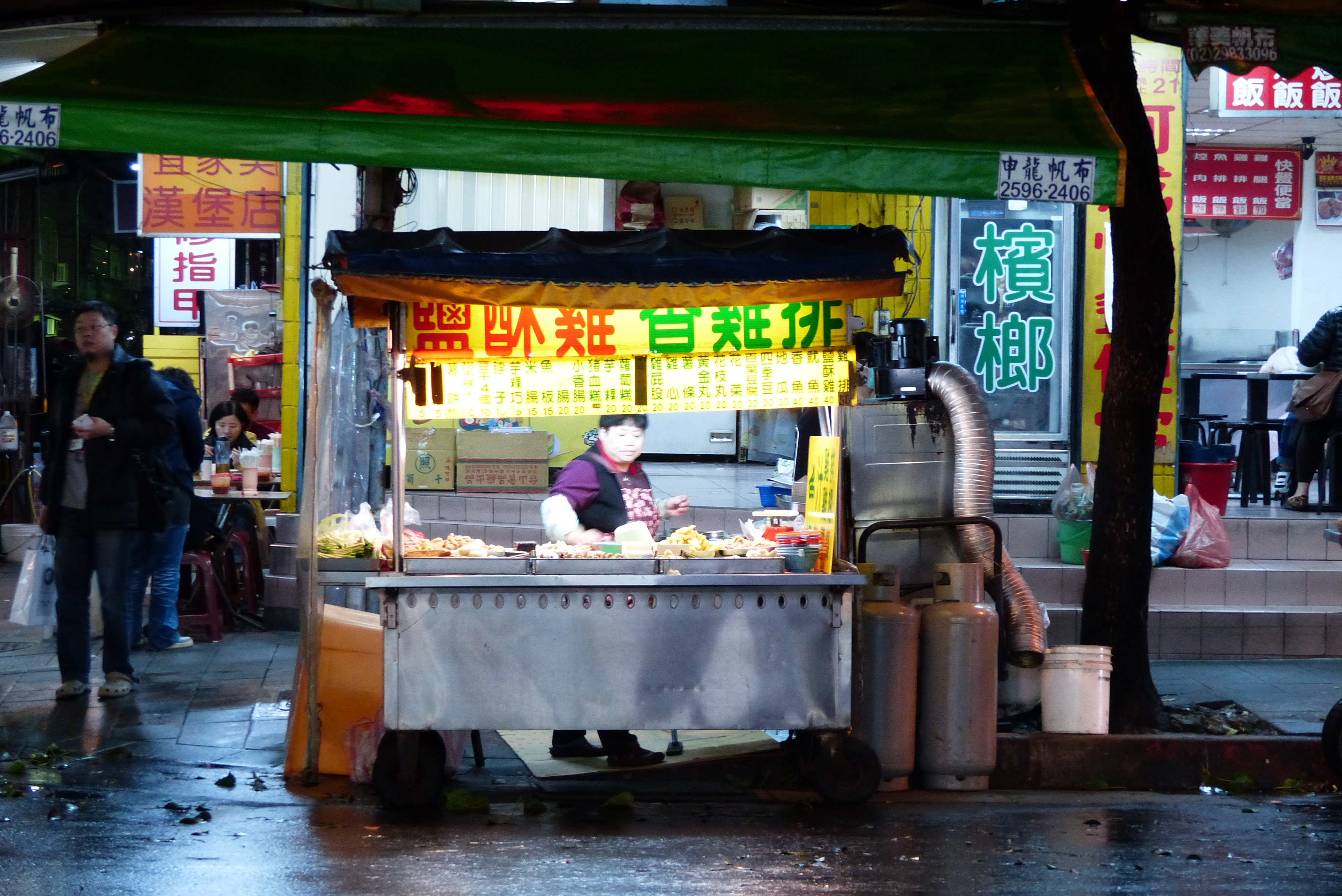
臺北市松山區新東街的鹹酥雞與香雞排攤位。

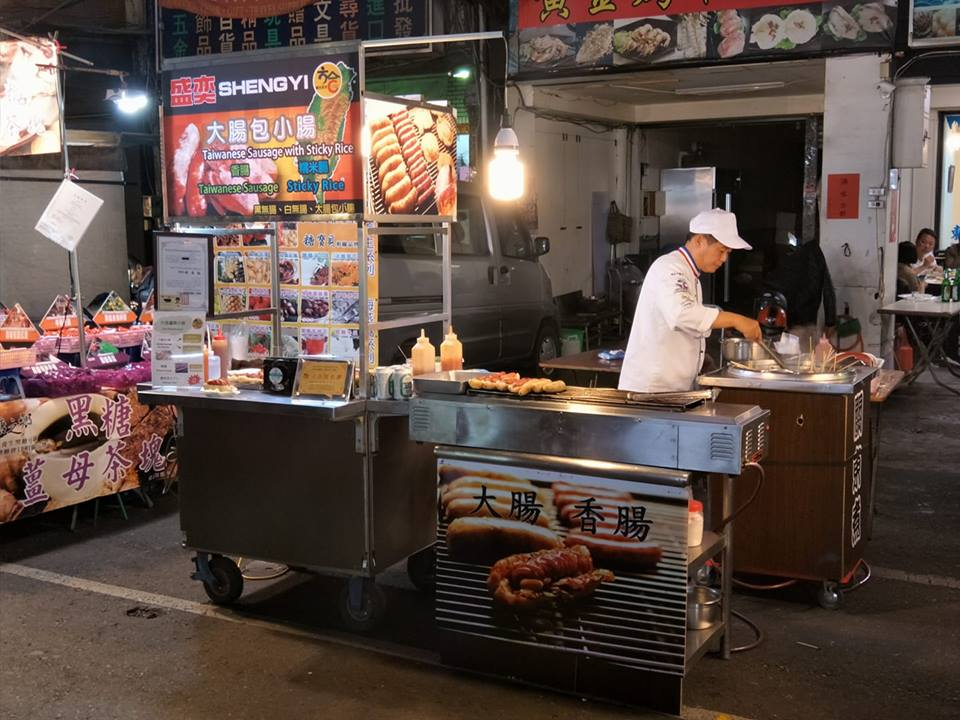
六合夜市盛奕大腸包小腸

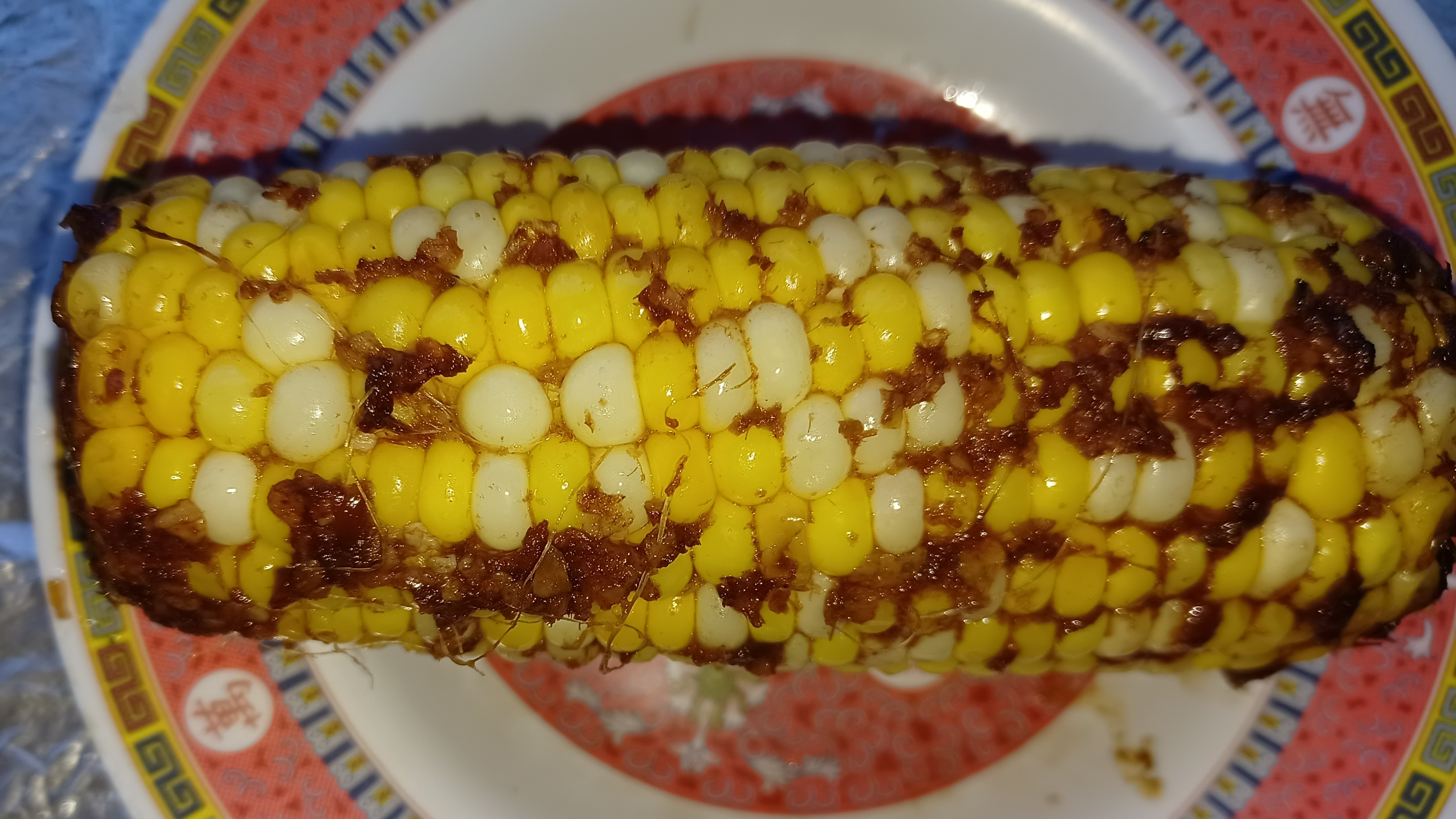
烤玉米

台灣小吃（臺羅：sió-tiám），是台灣富有文化特色的街頭小吃的總稱，與離島澎湖小吃、馬祖小吃以及金門小吃等共築台灣美食文化的一个重要部分。台灣小吃的特色是就地取材。因為台灣四面環海、漁產豐富，因此海鮮是街頭常見的料理种类之一。
完全詳盡地定義“台灣小吃”並不容易，習慣上，一般有如下區分：狹義而言，台湾小吃僅指“發源於台灣的小吃”，但由於小吃的變化性極高，易隨地域、時間而突破性地發展，因此廣義上，台湾小吃亦可以包括那些從中國大陸、日本、東南亞地區傳入台灣後興盛、創新，而在台灣隨處可見、乃至在此的平民美食，如刈包、炸饅頭、烤肉、水煎包、蚵仔煎、肉粽、擔仔麵、滷肉飯、炸雞排、鹹酥雞、烤玉米、烤番薯、烤香腸、葱油餅、紅豆餅、臭豆腐、肉圓、蚵仔麵線、碗粿、黑輪、筒仔米糕、豬血糕、滷味、胡椒餅、剉冰、麻糬、小籠包、雞肉飯、棺材板、砂鍋魚頭、地瓜球等。同時受到在日本治臺時期的影響，出現貢丸味噌湯等的飲食。
除了在台灣創造的新品，如鳳梨酥、牛肉麵等外。台灣小吃在飲料方面亦十分發達，如珍珠奶茶、芒果冰等。因内容豐富，台灣小吃最廣義的定義幾乎可包括任何在台灣十分普及的小吃、飲料或甜品。

## 歷史

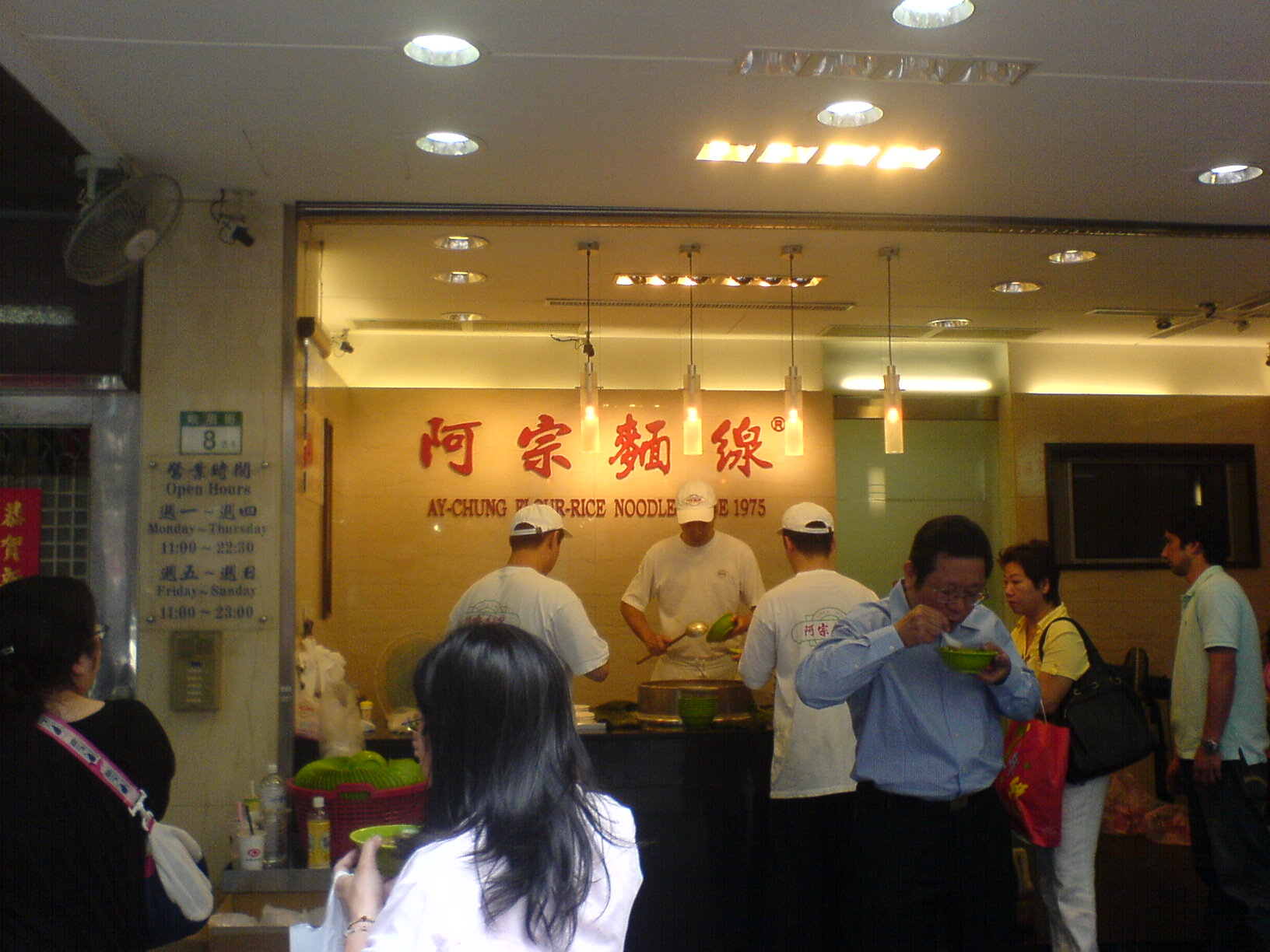
阿宗麵線

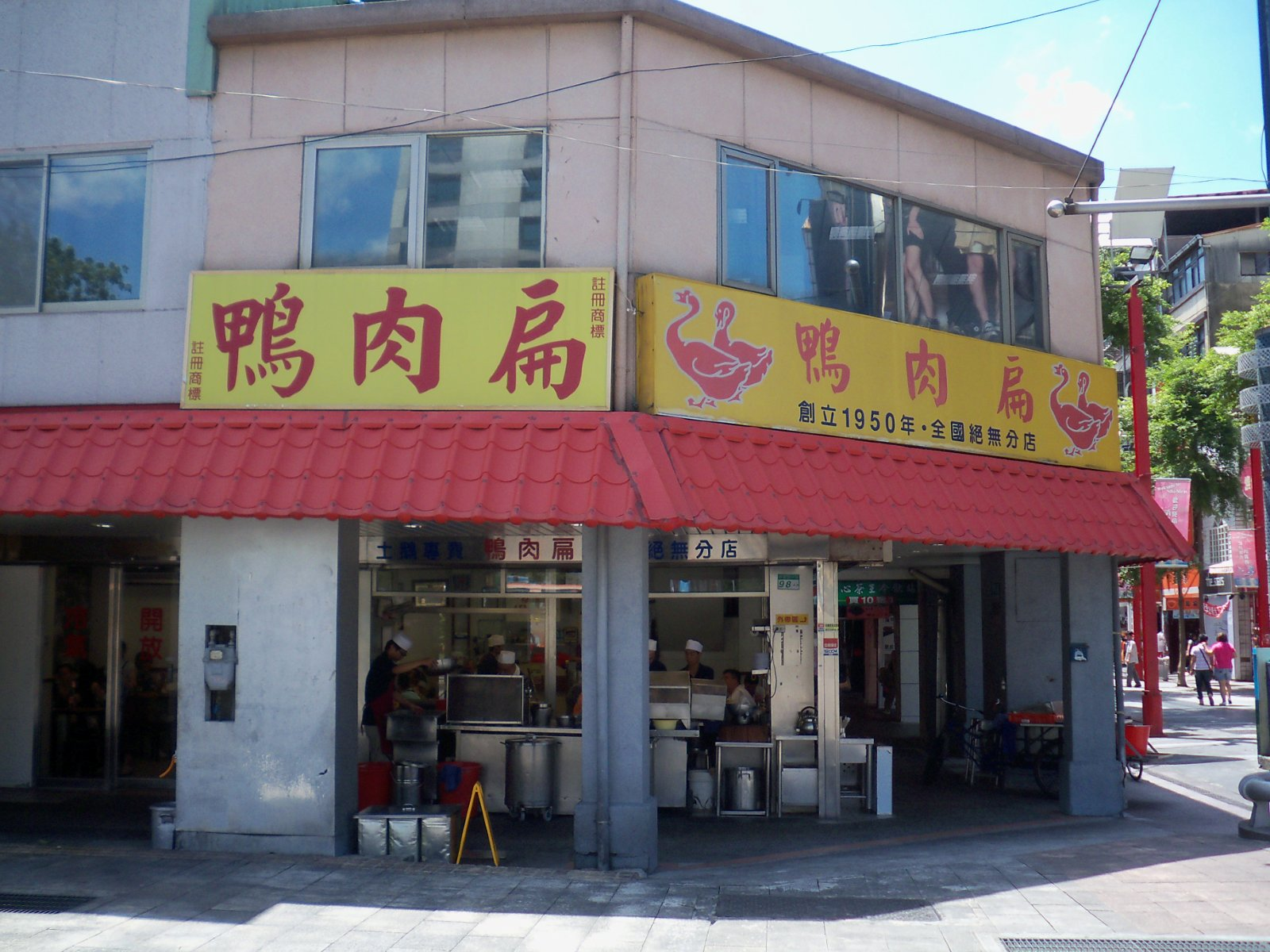
鴨肉扁

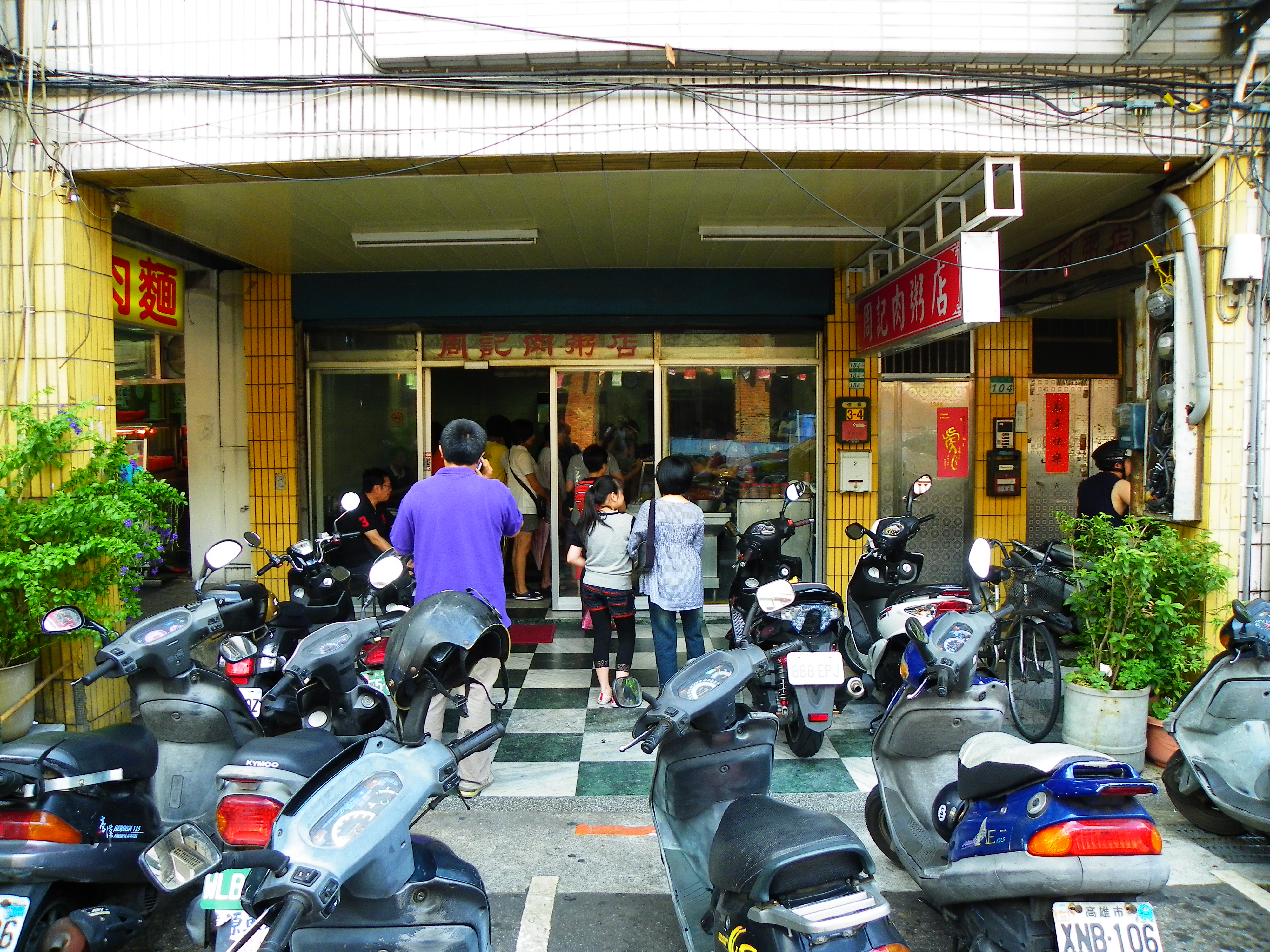
肉粥店

台灣小吃之所以發達，有其歷史悠久的典故：自清代起，閩南人和客家人農業民族自中國大陸福建和廣東到台灣從事開墾農地等工作，非常耗費勞力，小吃生意者便以挑夫姿態，挑各樣冷、熱小吃到田邊、山邊供應開墾者食用，此即台湾小吃起源的典故。
在初民墾荒時期，皆在信仰中心的宮廟舉辦迎神賽會，人群聚集處小吃生意者也隨至行商，所以台灣許多小吃市集都在廟旁。近數十年，隨著台灣經濟起飛，都市大型百貨公司亦多將規劃樓層為美食廣場供小吃業者進駐，顾客並可享受冷氣、免日曬雨淋，小吃也在商业发展中被賦與現代化的意義。

## 特點
有些小吃因為從該地域為起源，因而冠上該地域名稱作為一個象徵，如萬巒豬腳中的萬巒兩字，就是地名；然而，在臺灣一些地名招牌純粹只是噱頭，不代表起源地，例如蒙古烤肉並非出自蒙古，溫州大餛飩不是來自溫州，天津蔥抓餅不是出自天津，四川牛肉麵非源自四川，是因為四川老兵隨國民政府撤離來台，因為懷念家鄉而以四川湯頭配合牛肉所發明的特色小吃（在中国大陆著名的是蘭州牛肉麵）。尚未成名的街頭小吃經常都是沒有店面的，而僅有一個攤位，不少店家使用一次性免洗餐具、塑膠袋，而且不會開發票給消費者，大多數小吃的單價都相當低廉。另外，相同的小吃在不同的地區會因烹調習慣的差異，而在口味上有所變化，例如著名的台南小吃，在口味上偏甜，有一說法為日治時期的台南為產糖重鎮，由於糖容易取得而被作為調味料添加入菜；亦有另一說法是台南早期務農，人們為了有足夠體力從事勞力工作，而在烹調時加入糖。

## 各地發展
台北的小吃可分為市集攤販小吃與老店小吃二類。除了賣早點類的小吃攤可能限於早上營業外，夜市小吃集中在夜市裡，由於都市化程度較高，民眾活動時間可能对相較長的關係，許多小吃攤會經營到相當晚，以配合台北人常在夜間活動的性格，因此超過午夜12點甚至徹夜經營也是常有的事情。這類攤販小吃因機動化之故多以免洗餐具為容器。至於歷史較久的老店小吃則集中於發展較早的台北西區一帶，如：艋舺（今萬華區）與建成圓環週圍，和台灣多數發展較早的古城一樣，這些老店多集中於寺廟周圍，又因多有店面方便餐具清潔，故餐具的使用上以非免洗餐具為大宗。 

南臺灣的台南小吃則是代表性的台灣小吃地區，小吃與歷史古蹟搭配的主題旅遊已成該市重要的觀光資源。台南市的著名小吃除了種類眾多物美價廉以外，通常不會集中於夜市，而是在具有歷史發展淵源的廟口廟埕，或是日本统治時期因衛生或都市計畫下遷徙集中的市集（如石精臼或沙卡里巴）這些市集雖可能因為都市發展而消滅或沒落，但四散的攤販為了註明自己的來源出身，有些會在所賣的產品前加註來歷，如「石精臼海產粥」或「大菜市意麵」等。

## 經營
在台灣，從事小吃業者往往是家族經營，一般而言，入門并不困難，然而想要積極創業的人亦有先做學徒學習的情形。近年在台灣也發展出小吃補習班，讓想要經營小吃攤的人可以一起上課，學習特殊的醬味等製作方法。此外，不少食品製造商研發出一些如速食麵般快速食用的小吃包，例如台灣各大超市都買得到羊肉爐的調理包，某些地方可買到即溶燒仙草，甚至是麵線也有自己方便煮的調理包等。

## 著名街頭小吃
| 台灣北部 - 刈包 - 台北 胡椒餅 - 台北 大腸麵線 - 台北 阿給 - 宜蘭蒜味肉羹 - 宜蘭一串心 - 宜蘭牛舌餅 - 宜蘭糕渣 - 宜蘭花生捲冰淇淋 - 宜蘭包心粉圓 - 宜蘭乾麵 - 宜蘭員山魚丸米粉 - 宜蘭三星卜肉 - 宜蘭三星蔥捲 - 宜蘭三星蔥油餅 - 基隆泡泡冰 - 基隆鼎邊銼 - 基隆沙拉船 - 基隆紅燒鰻 - 基隆奶油螃蟹 - 基隆鯊魚煙 - 基隆鯊魚羹 - 基隆麻荖 - 新北瑞芳龍鳳腿 - 新北淡水阿給 - 新北淡水鐵蛋 - 新北深坑臭豆腐 - 新北九份芋圓 - 新北永和豆漿 - 新北蘆洲摵仔麵 - 桃園大溪豆乾 - 桃園龍岡過橋米線 - 新竹關西仙草 - 新竹貢丸 - 新竹肉圓 - 新竹米粉 - 新竹新埔柿餅 - 新竹橫山野薑花粽 | 台灣中部 - 苗栗糍粑 - 台中太陽餅 - 台中大麵焿 - 豐原蚵仔煎 - 清水筒仔米糕 - 南投意麵 - 南投日月潭紅茶 - 南投水里肉圓 - 彰化鹿港麵線糊 - 彰化鹿港牛舌餅 - 彰化鹿港魷魚肉羹 - 彰化木瓜牛奶 - 彰化肉圓(油炸) - 彰化溪湖羊肉爐 - 彰化王功蚵仔煎、蚵嗲 - 雲林斗南薑汁番茄 | 台灣南部 - 嘉義火雞肉飯 - 嘉義涼圓 - 嘉義涼麵 - 嘉義涼菜 - 嘉義豆漿豆花 - 嘉義綠豆湯 - 嘉義肉粽 - 嘉義四味果汁 - 嘉義愛玉子 - 嘉義生炒鴨肉羹 - 嘉義東石蚵仔（牡蠣） - 嘉義民雄鵝肉 - 台南麻豆碗粿 - 台南新營豆菜麵 - 台南安平蝦餅 - 台南鱔魚意麵 - 台南虱目魚料理 - 台南棺材板 - 台南擔仔麵 - 台南蝦仁飯 - 台南東山鴨頭 - 台南蚵仔煎 - 高雄黑輪 - 高雄酥炸大魷魚 - 高雄木瓜牛奶 - 高雄白糖粿 - 屏東肉圓(清蒸) - 屏東萬巒豬腳 - 屏東飯湯 - 屏東潮州燒冷冰 - 屏東東港黑鮪魚 - 屏東東港肉粿 - 屏東東港旗魚黑輪 - 澎湖仙人掌冰 - 澎湖西衛麵線、鹹餅 - 澎湖麵猴 | 台灣東部 - 花蓮炸彈蔥油餅 - 花蓮麻糬 - 花蓮薯 - 花蓮包心粉圓 - 花蓮官財板 - 花蓮小魚干炒山蘇 - 花蓮玉里玉里麵 - 台東池上便當 - 台東卑南豬血湯 - 台東東河包子 - 台東榕樹下米苔目 - 台東正氣路寶桑湯圓 外島 - 金門蛋狗、蛋香 - 金門鹹粿 - 馬祖繼光餅 - 馬祖魚麵 - 馬祖魚丸湯 - 馬祖紅糟酥 |

## 各地代表性傳統名產（伴手禮）
- 臺北市：鳳梨酥、萬華老天祿滷味
- 新北市：三峽金牛角麵包、金山鴨肉、坪林包種茶、深坑臭豆腐、淡水鐵蛋
- 桃園市：大溪豆干、龍潭花生糖
- 新竹縣市：米粉、貢丸、柿餅、桔醬、花生醬
- 苗栗縣：大湖草莓、公館柿餅、銅鑼杭菊、豆腐乳
- 臺中市：太陽餅、檸檬餅、老婆餅、鳳梨酥、大甲芋頭酥、奶油酥餅、蛋黃酥、車輪餅、輪胎餅、東泉辣椒醬
- 彰化縣：鹿港肉包、鹿港茶點、鹿港芋丸、桂圓蛋糕、蛋黃酥、鹹蛋糕、彰化卦山燒、彰化麻糬、員林蜜餞、員林雞腳凍、田中蜜麻花
- 南投縣：日月潭紅茶、埔里愛蘭白酒、凍頂烏龍茶
- 雲林縣：西螺醬油、古坑咖啡、斗六文旦、莿桐蒜頭、花生
- 嘉義縣：阿里山珠露茶、新港飴、地瓜酥、鳥仔餅、蒜頭餅
- 嘉義市：方塊酥、Q餅、雪花餅、福椒餅、蛋捲、肉乾
- 臺南市：安平蝦餅、椪餅、蜜餞
- 高雄市：美濃粄條、岡山豆瓣醬、旗鼓餅、小港香豬捲
- 屏東縣：萬巒豬腳、東港海鮮、墾丁滷味
- 宜蘭縣：三星蔥、牛舌餅、鴨賞
- 花蓮縣：麻糬、剝皮辣椒、玉里羊羹、奶油酥條、花蓮薯
- 臺東縣：卑南肉包、池上米、麻糬、地瓜酥、釋迦、洛神花
- 澎湖縣：黑糖糕（烏糖粿）、鹹餅、冬瓜糕、花生酥（土豆酥）

## 知名台式點心
- 珍珠奶茶
- 綠豆湯
- 芒果冰
- 泡泡冰
- 檸檬愛玉
- 小籠包
- 薄煎餅（可麗餅）
- 地瓜球（或是芋頭丸子）（ＱＱ蛋）
- 白糖粿
- 車輪餅（紅豆餅）
- 大腸包小腸
- 大餅包小餅
- 炸棗
- 煎餃
- 水餃
- 韭菜盒
- 春捲
- 鍋貼
- 雞排
- 鹹酥雞
- 甘梅薯條
- 士林大香腸
- 藥燉排骨
- 小西點
- 糖葫蘆
- 鳥蛋
- 魚蛋
- 營養三明治
- 蚵爹
- 大福
- 椪糖
- 雞蛋糕
- 麻糬

## 源自中國大陸的小吃
- 煎餅餜子
- 肉夾饃
- 冰粉
- 螺獅粉
- 梅花糕
- 熱奶寶
- 肉蛋堡
- 酸菜魚
- 豆腐捲
- 麻辣燙
- 串串燒
- 鉢鉢雞
- 烤涼皮
- 雞蛋灌餅
- 涼粉

## 源自國外的小吃
- 章魚燒
- 可麗餅
- 韓式雞蛋糕
- 韓式炸雞
- 炒年糕
- 印度拉茶
- 沙威玛
- 越式法國麵包
- 土耳其冰淇淋
- 韓式糖餅
- 銅鑼燒
- 大阪燒
- 泰式香蕉煎餅
- 泰式奶茶
- 煙囪捲
- 海南雞肉飯
- 沙嗲
- 雞蛋仔
- 拿破崙派
- 葡式蛋塔
- 鯛魚燒
- 大福
- 關東煮
- 石頭餅

## 圖集

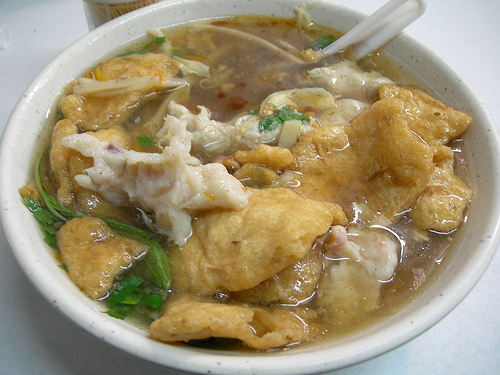
總匯羹
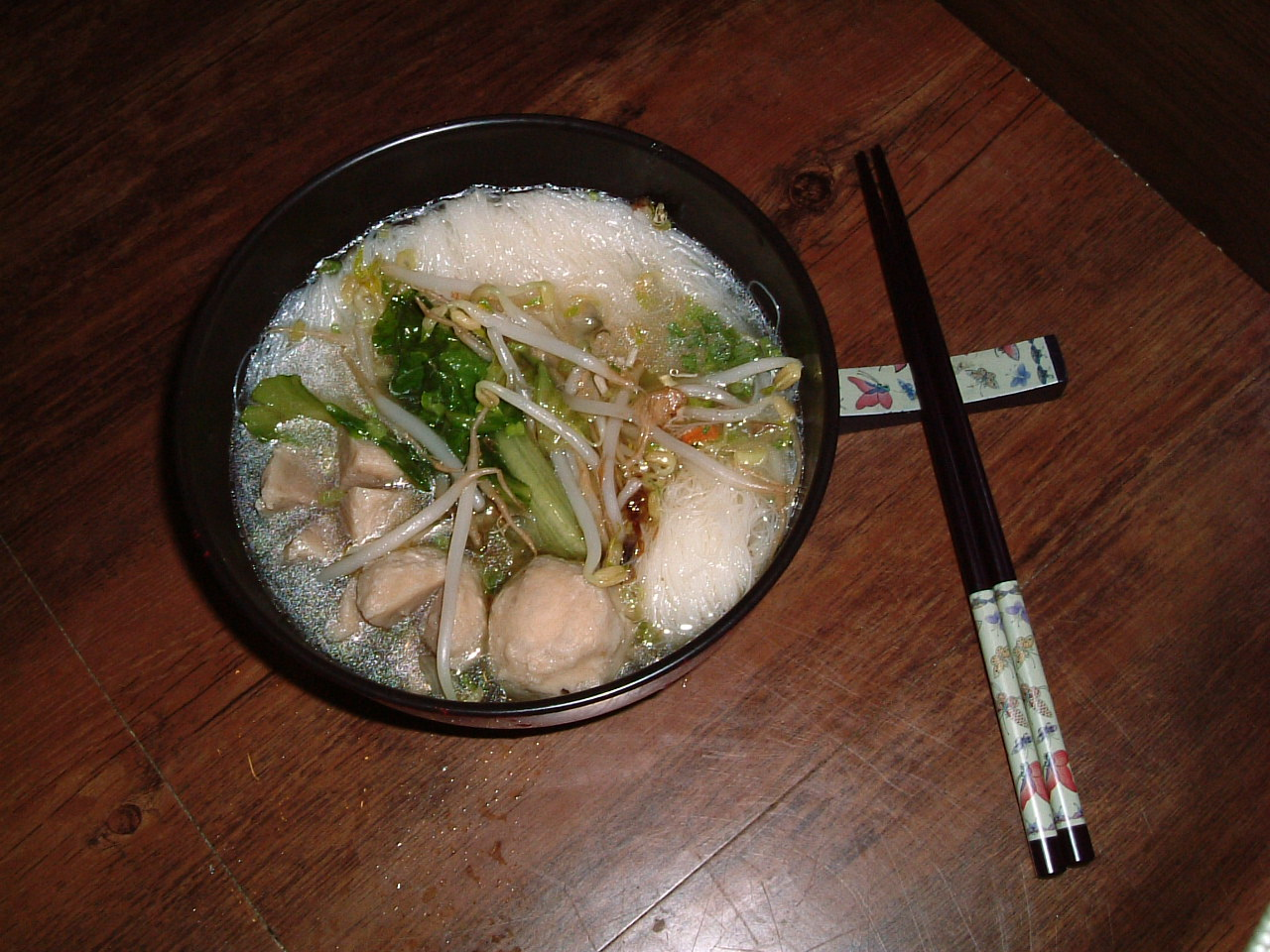
貢丸米粉
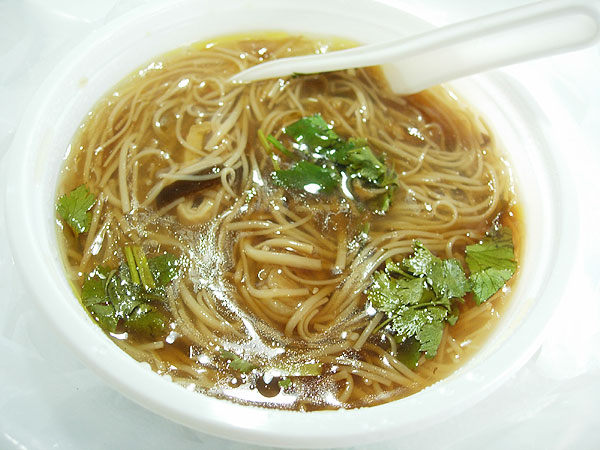
肉羹麵線

## 外部連結
- 臺灣小吃 （页面存档备份，存于） - 交通部觀光局
- Taiwan Snacks （页面存档备份，存于） - 交通部觀光局（英文）
- 台湾B級グルメ （页面存档备份，存于） - 交通部觀光局（日語）
- 阿豆仔逛夜市 台灣小吃英文怎麼唸？ （页面存档备份，存于） - 欣台灣（欣傳媒旅遊頻道）